# Ludvig II av Flandern
Ludvig II av Flandern, född 25 oktober 1320, död 30 januari 1384, var regerande greve av Flandern och hertig av Nevers och Rethel.

## Biografi
Ludvig var son till Ludvig I av Flandern och hans hustru, den franska prinsessan Margareta I av Burgund. Efter faderns död i slaget vid Crécy blev han greve av Flandern. När hans svärfar Johan III av Brabant dog 1355 lade han sig även till med titeln hertig av Brabant, men hans svägerska Johanna I av Brabant tog över hertigdömet. 1379 fick han hjälp av sin svärson Filip II av Burgund. 1382 ärvde han tronen i grevedömet Burgund och Artois efter sin mor. 
Ludvig var sedan 1347 gift med Margareta av Brabant. Tillsammans hade de två söner och en dotter, men de båda sönerna dog unga, och hans områden kom att gå i arv till dottern Margareta III av Flandern och svärsonen, Filip II av Burgund.